# Jan Tomasz Gross
Pour les articles homonymes, voir Gross.
Jan Tomasz Gross (né le 1er août 1947 à Varsovie) est un historien, sociologue  polonais et américain, professeur émérite à l'université de Princeton. Il est spécialiste des questions liées à la Seconde Guerre mondiale, à la Shoah et aux relations judéo-polonaises.

## Biographie
Jan Tomasz Gross est le fils de Hanna Szumańska, une Polonaise catholique membre de la résistance polonaise (Armia Krajowa), et de Zygmunt Gross, un Juif polonais membre du parti socialiste polonais qu’elle avait aidé à survivre durant la guerre.
Étudiant en physique à l'université de Varsovie, il prend une part active au mouvent estudiantin de mars 1968 parmi les Komandosi et est emprisonné pendant cinq mois avant de quitter la Pologne avec sa famille après la campagne antisémite déclenchée durant cette période.
En 1975, il obtient un doctorat en sociologie de l'université Yale. Par la suite, il enseigne à Yale, New York University, et à Paris. Il est actuellement professeur au département d'histoire de l'université de Princeton.
Son épouse Irena Grudzińska-Gross (née en 1946) est historienne de la littérature, historienne des idées, essayiste et journaliste. Leur fille Magdalena H. Gross est l'auteur du livre Picking and Choosing: Preening the Polish Past,

## Distinctions et récompenses
En 1996, le président de la république de Pologne Aleksander Kwaśniewski lui décerne la croix de chevalier de l'ordre du Mérite de la république de Pologne. Le 22 février 2016, le gouvernement polonais du président ultraconservateur Andrzej Duda envisage de lui retirer cette décoration, l'accusant d'antipatriotisme.

## Débat historiographique en Pologne
Son livre de 2001 sur le pogrom de Jedwabne, Les Voisins, Un pogrom en Pologne, 10 juillet 1941, établit comment le massacre a été perpétré par des Polonais catholiques et non par l'occupant allemand, comme on le pensait auparavant. Norman Finkelstein a accusé Jan Tomasz Gross d'exploiter la Shoah. Une enquête ultérieure menée par l'Institut de la mémoire nationale confirme, avec des nuances, les conclusions de J. T. Gross sur le massacre,,.
Son ouvrage La Peur : l'antisémitisme en Pologne après Auschwitz (2006) traite de l'antisémitisme et de la violence contre les Juifs dans l'après-guerre en Pologne (notamment du pogrom de Kielce). Sa version polonaise, publiée en 2008, relance le débat sur l'antisémitisme en Pologne. Le livre est salué par certains historiens polonais et critiqué par d'autres, qui ne nient pas les faits présentés par Jan Gross dans son livre, mais en contestent l'interprétation. Marek Edelman, un des chefs de l'insurrection du ghetto de Varsovie, déclare dans une interview à Gazeta Wyborcza que « la violence contre les Juifs d'après-guerre en Pologne a été la plupart du temps non de l'antisémitisme, mais pur banditisme ».
Le livre de Jan Gross, publié en Pologne en mars 2011 sous le titre Złote żniwa (Les Moissons en or), traite du processus d’« aryanisation sauvage » en Pologne et décrit comment des Polonais catholiques dénonçaient des Juifs à l'occupant nazi avant de s'approprier leurs biens. 
En 2015, lorsque Jan T. Gross a affirmé dans un article du quotidien allemand Die Welt que « pendant la guerre, les Polonais ont tué plus de Juifs qu’ils n’ont tué d’Allemands », cette déclaration, « incontestablement exacte » pour l'historien Jan Grabowski, a déclenché la fureur du gouvernement polonais alors en place et donné lieu à une longue enquête, finalement abandonnée.

## Ouvrages
En français
- La Peur : l'antisémitisme en Pologne après Auschwitz, traduit de l’américain par Jean-Pierre Ricard et du polonais par Xavier Chantry, coédition Mémorial de la Shoah / Calmann-Lévy, 2010[13]  (ISBN 978-2-7021-4126-7).
- Les Voisins, Un massacre de Juifs en Pologne, 10 juillet 1941 (sur le massacre de Jedwabne), traduit de l'américain par Pierre-Emmanuel Dauzat, Éditions Fayard, 2002[14]  (ISBN 978-2-21361148-8).
- Moisson d’or, coédition Mémorial de la Shoah / Calmann-Lévy, 2014 (sur le pillage des biens juifs).

En anglais
- Jan Tomasz Gross, Polish Society Under German Occupation : Generalgouvernement, 1939–1944, Princeton, NJ, Princeton University Press, 1979
- Irena Grudzińska-Gross et Jan Tomasz Gross, War through Children's Eyes : The Soviet Occupation of Poland and the Deportations, 1939–1941, Stanford, CA, Hoover Institution Press, 1981
- Jan Tomasz Gross et Irena Grudzińska-Gross, W czterdziestym nas matko na Sybir zesłali ..., Londres, Aneks, 1984
- Jan Tomasz Gross, Upiorna dekada, 1939–1948. Trzy eseje o stereotypach na temat Żydów, Polaków, Niemców i komunistów, Kraków, Universitas, 1998
- Jan Tomasz Gross, Studium zniewolenia, Kraków, Universitas, 1999
- Jan Tomasz Gross (dir.), The Politics of Retribution in Europe : World War II and Its Aftermath, Princeton, NJ, Princeton University Press, 2000
- Jan Tomasz Gross, Neighbors: The Destruction of the Jewish Community in Jedwabne, Poland, Princeton, NJ, Princeton University Press, 2001, 244 p. (ISBN 0-14-200240-2)
- Jan Tomasz Gross, Revolution from Abroad. The Soviet Conquest of Poland's Western Ukraine and Western Belorussia, Princeton, Princeton University Press, 2003 (ISBN 0-691-09603-1)
- (pl) Jan Tomasz Gross, Wokół Sąsiadów. Polemiki i wyjaśnienia, Sejny, Pogranicze, 2003, 132 p. (ISBN 83-86872-48-9)
- (en) Jan Tomasz Gross, Fear: Anti-Semitism in Poland after Auschwitz, New York, Random House, 2006, 303 p. (ISBN 0-375-50924-0)
- Jan Tomasz Gross et Irena Grudzińska-Gross, Golden Harvest, New York, Oxford University Press, 2012, 153 p. (ISBN 978-0-19-973167-1, lire en ligne)

(Pour la bibliographie complète des ouvrages en anglais et en polonais, se reporter aux articles de Wikipédia dans ces langues.)